# Hermann Armbruster
Hermann Armbruster (Lebensdaten unbekannt), auch „Bubi“ gerufen, war ein deutscher Fußballspieler.

## Karriere
Die Saison 1935/36 für Rot-Weiß Walldorf in der zweitklassigen Kreisliga Main/Hessen als Spielertrainer aktiv, wechselte Armbruster zur Saison 1936/37 zum FSV Frankfurt in die Gauliga Südwest, in einer von zunächst 16, später auf 23 aufgestockten Gauligen zur Zeit des Nationalsozialismus als einheitlich höchste Spielklasse im Deutschen Reich. Zunächst spielte er bis zum Saisonende 1938/39 in dieser, anschließend von 1939 bis 1941 in der Staffel Mainhessen. Seine Premierensaison schloss er mit seiner Mannschaft als Fünftplatzierter ab, wie auch die Folgesaison. Als Zweitplatzierter erzielte er am Saisonende 1938/39 mit der Mannschaft das beste Ergebnis. Die am 27. August 1939 mit dem ersten Spieltag begonnene Folgesaison wurde mit Beginn des Zweiten Weltkriegs nach dem ersten Spieltag unterbrochen und später in zwei Staffeln zu je sieben Mannschaften neu angesetzt. Am Saisonende schloss der FSV Frankfurt die Staffel Mainhessen als Drittplatzierter, danach als Fünftplatzierter, ab.
Während seiner Vereinszugehörigkeit nahm er 1937, 1938 und 1939 am Wettbewerb um den Tschammerpokal, dem seit 1935 eingeführten Pokalwettbewerb für Vereinsmannschaften, teil. Sein Debüt gab er am 29. August 1937 bei der 1:2-Erstrunden-Niederlage beim VfB Mühlburg. Im Folgejahr bestritt er alle sieben Spiele, einschließlich des Finales, das erst am 8. Januar 1939 im Berliner Olympiastadion ausgetragen, gegen den SK Rapid Wien mit 1:3 verloren wurde. Trotz der in der 17. Minute durch Franz Dosedzal erzielten Frankfurter Führung, ging das Spiel in der berühmten Rapid-Viertelstunde innerhalb von zehn Minuten durch Tore von Georg Schors (80.), Johann Hofstätter (85.) und Franz Binder (90.) verloren.
Seine letzten beiden Spiele in diesen Wettbewerb bestritt er am 20. August 1939 beim 5:3-Erstrunden-Sieg über den Mülheimer SV 06 und am 3. Dezember bei der 0:4-Zweitrunden-Niederlage bei Fortuna Düsseldorf.
1950 kehrte er nach Walldorf zurück und war die Saison 1950/51 erneut als Spielertrainer von Rot-Weiß Walldorf, nunmehr in der drittklassigen 1. Amateurliga Hessen, aktiv.

## Erfolge
- Tschammerpokal-Finalist 1938